# 카멘노고르스크

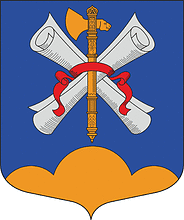
시 문장

카멘노고르스크(러시아어: Каменного́рск, 핀란드어: Antrea, 스웨덴어: St. Andrea)는 러시아 레닌그라드주 북서부에 위치한 도시로, 인구는 6,084명(2002년 기준)이다. 상트페테르부르크(레닌그라드 주의 주도)에서 170km 정도 떨어진 곳에 위치한다.
1939년 안트레아라는 이름으로 건설되었고 1948년 지금과 같은 이름으로 변경되었다. 도시 이름은 러시아어로 "돌로 만든 성"을 뜻한다.